# مارسل-فردریک لوبن-لوبرر
مارسل-فردریک لوبن-لوبرر (فرانسوی: Marcel-Frédéric Lubin-Lebrère‎; ۲۱ ژوئیهٔ ۱۸۹۱ – ۷ ژوئیهٔ ۱۹۷۲) بازیکن راگبی ۱۵ نفره اهل فرانسه بود.